# Créanton
Der Créanton ist ein Fluss in Frankreich, der im Département Yonne in der Region Bourgogne-Franche-Comté verläuft. Er entspringt unter dem Namen Ru de la Fontaine am Südrand des Waldgebietes Forêt d’Othe, beim Weiler Le Vaudevanne im Gemeindegebiet von Chailley, entwässert in einem Bogen von Südost nach Südwest und mündet nach rund 19 Kilometern im Gemeindegebiet von Brienon-sur-Armançon als rechter Nebenfluss in den Armançon. In seinem Mündungsbereich wird der Créanton mittel einer Kanalbrücke vom Schifffahrtskanal Canal de Bourgogne überquert.

## Orte am Fluss
(Reihenfolge in Fließrichtung)
- Le Vaudevanne, Gemeinde Chailley
- Chailley
- Venizy
- Avrolles, Gemeinde Saint-Florentin
- Brienon-sur-Armançon